# Sengaku-ji
Sengaku-ji (jap. 泉岳寺) – świątynia buddyjska szkoły sōtō w dzielnicy Takanawa w Tokio (Minato-ku), w Japonii. Jest to słynne miejsce pochówku 47 rōninów (samurajów bezpańskich, bez przywódcy), którzy dokonali aktu zemsty za swojego pana.

## Historia
Sengaku-ji zbudowano w 1612 roku na polecenie sioguna Ieyasu Tokugawy (1543–1616). Gdy świątynia spłonęła w 1641 roku, została odbudowana na obecnym terenie przez pięciu daimyō na rozkaz Iemitsu Tokugawy (1604–1651). Była jedną z trzech najważniejszych świątyń w ówczesnym Edo (ob. Tokio).
Przy tej świątyni został pochowany młody daimyō z hanu Akō w prowincji Harima (ob. prefektura Hyōgo), Naganori Asano (1667–1701), pan 47 rōninów, którzy przynieśli na jego grób odciętą głowę mistrza ceremonii, Yoshinaki/Yoshihisy Kiry (1641–1703), po dokonaniu aktu zemsty. Gdy rōninowie popełnili honorowe samobójstwo seppuku, zostali pochowani przy grobie Asano w Sengaku-ji. Miejsce ich pochówku wyznacza 47 kamiennych steli nagrobnych.

## Opis
Przy świątyni znajduje się jednoizbowe muzeum o nazwie Akohgishi Kinenkan (Akō-gishi Kinenkan, Muzeum Pamięci Lojalnych Sług z Akō), które mieści nowoczesną ekspozycję, przedstawiającą dzieje tych wojowników i ich związek z Sengaku-ji. Są tu także wystawione ich zbroje i ubiory.
Obok muzeum pamięci znajduje się studnia kubi-arai ido („studnia do obmycia głowy”), w której rōninowie obmyli z krwi głowę Kiry przed umieszczeniem jej na grobie Asano.
Uroczystości upamiętniające słynny honorowy atak sprzed 300 lat odbywają się w kwietniu i grudniu.
W 1921 roku przy bramie wejściowej ustawiono pomnik przywódcy tej grupy wojowników, Kuranosuke Ōishi (1659-1703). Trzyma on w ręku listę nazwisk lojalnych sług.
Obok głównego pawilonu znajduje się rzeźba przedstawiająca mistrza Kōdō Sawaki (1880–1965) uważanego za jednego z najważniejszych nauczycieli japońskiego buddyzmu zen XX wieku.

## Galeria

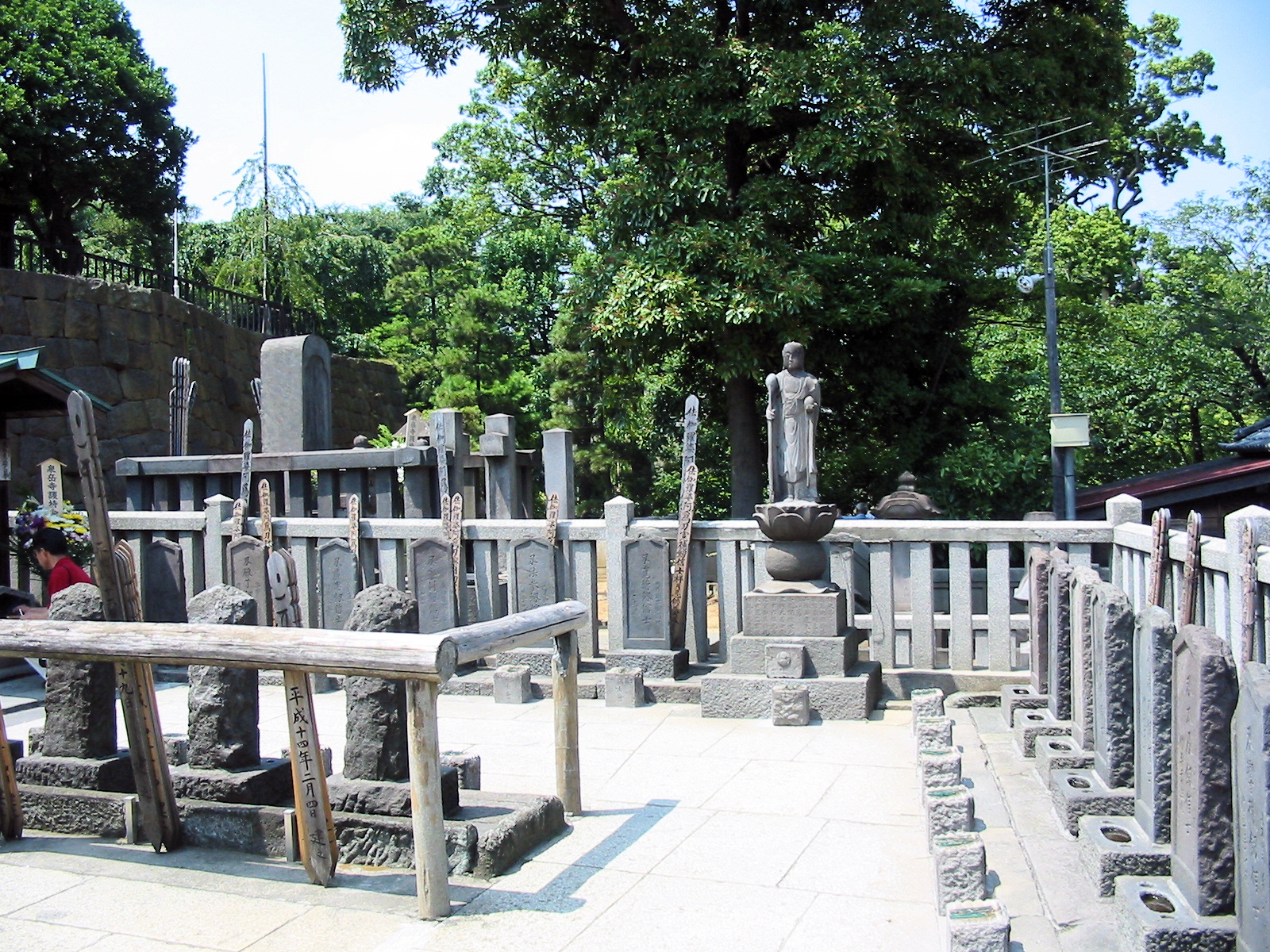
Groby 47 rōninów
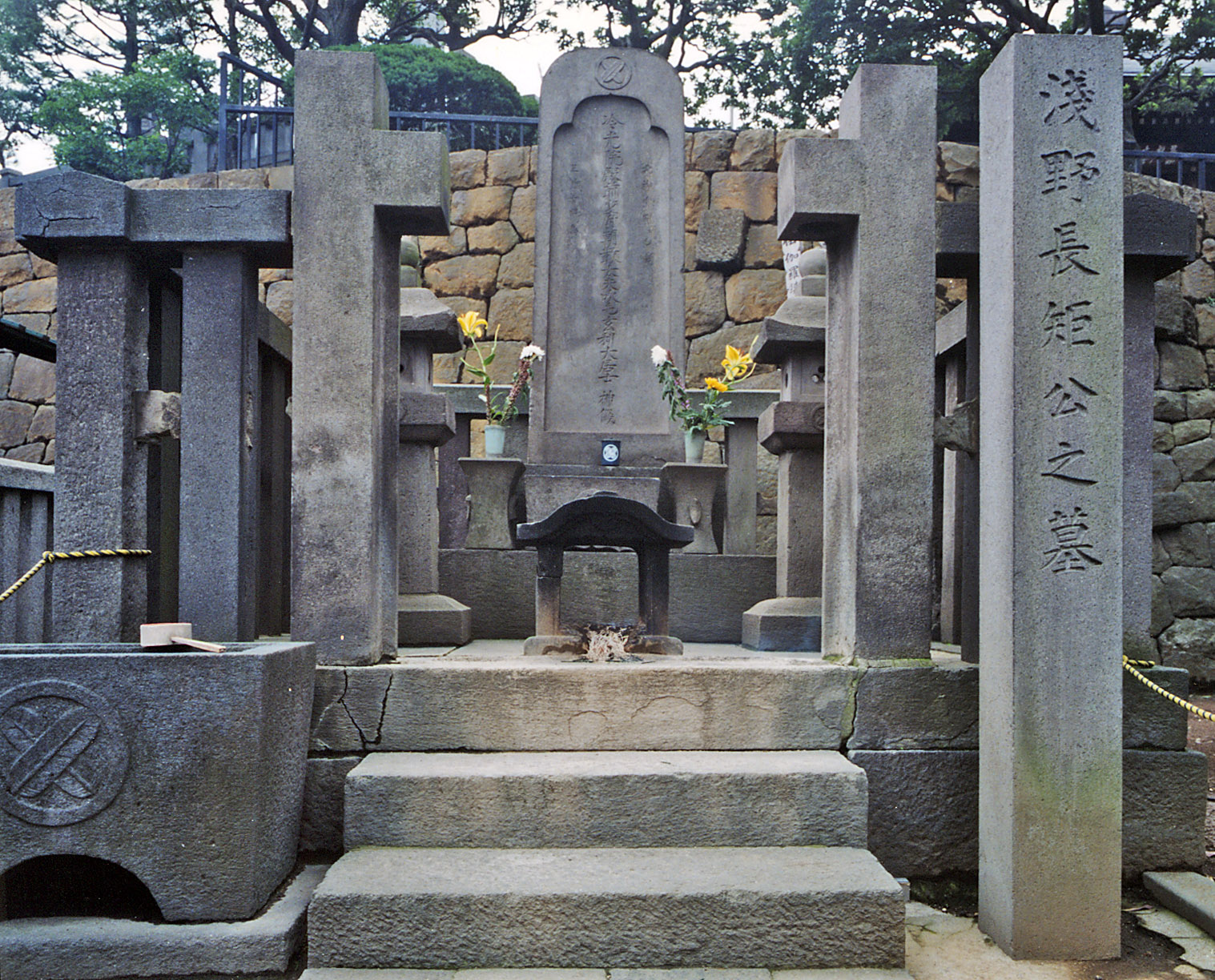
Grób Naganoriego Asano
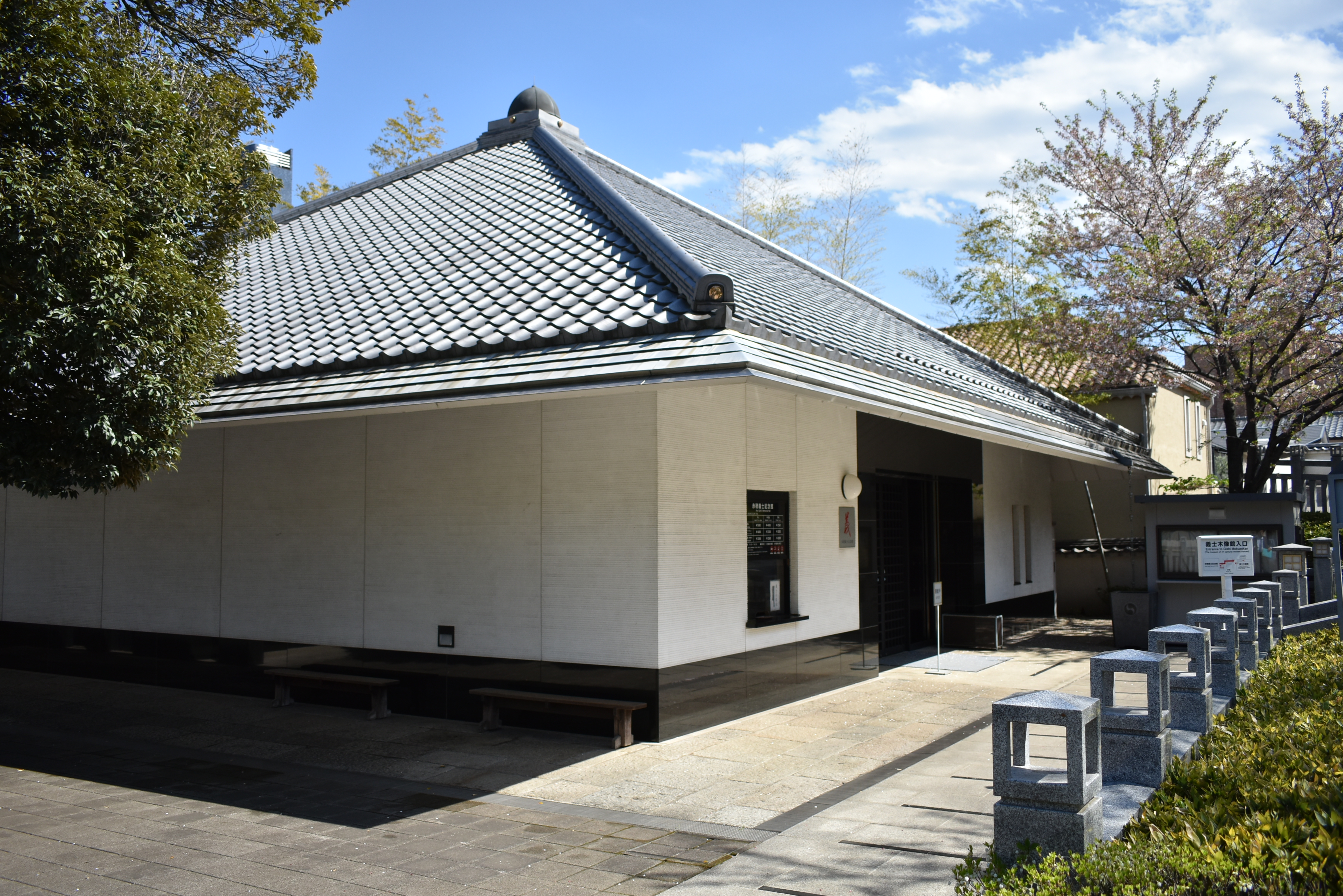
Izba pamięci lojalnych samurajów
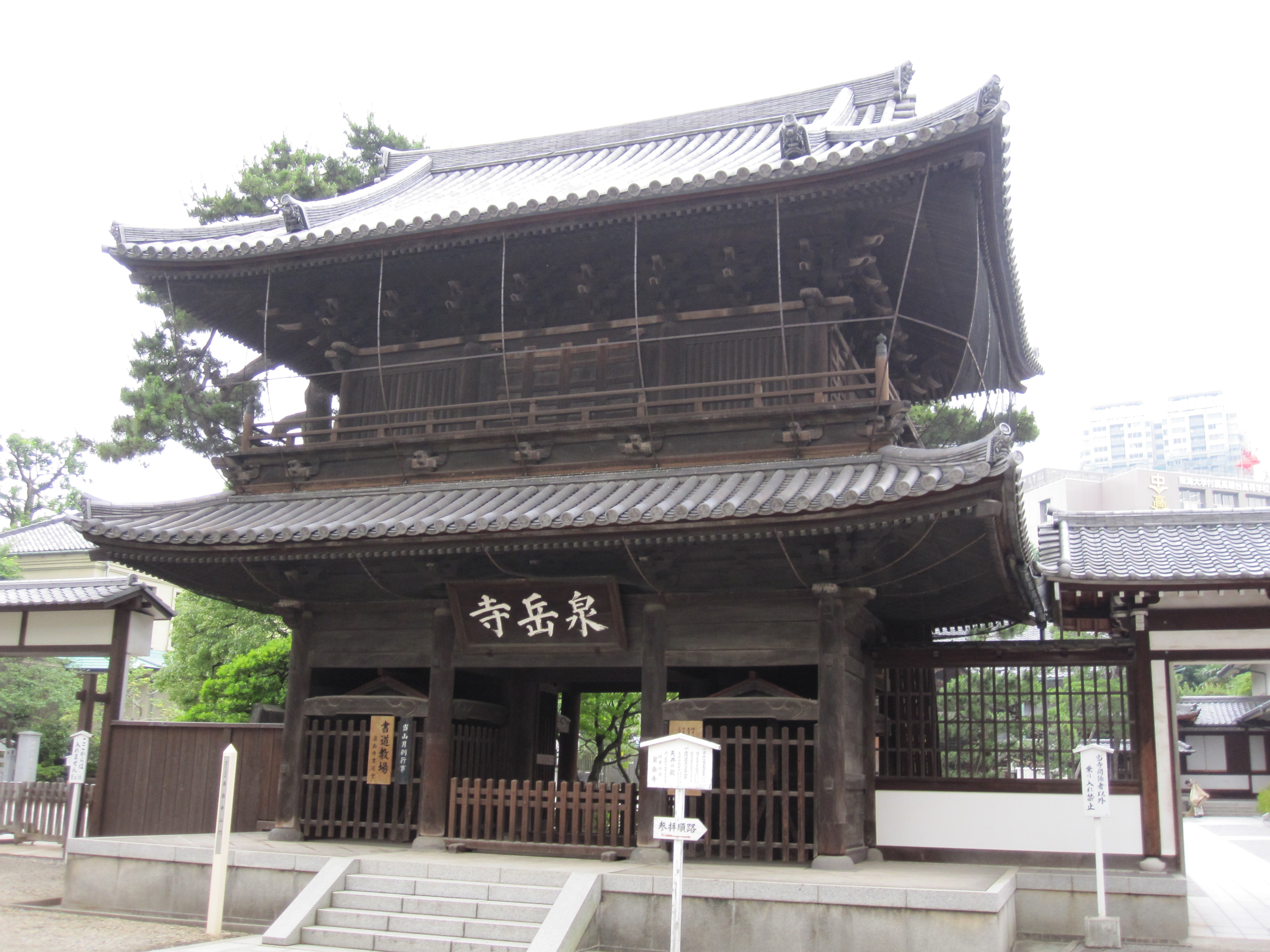
Brama świątyni
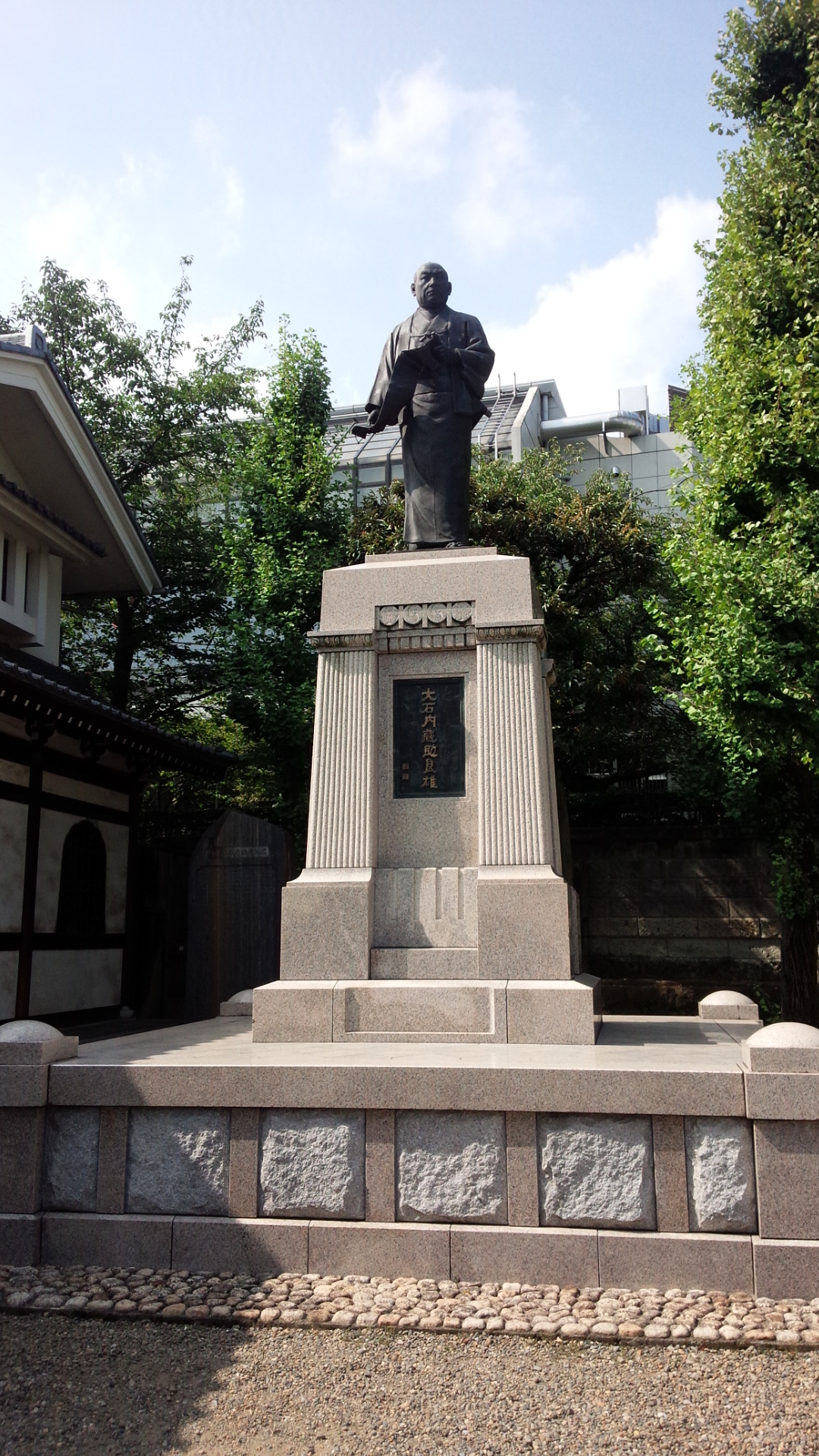
Pomnik Kuranosuke Ōishi, przywódcy mścicieli
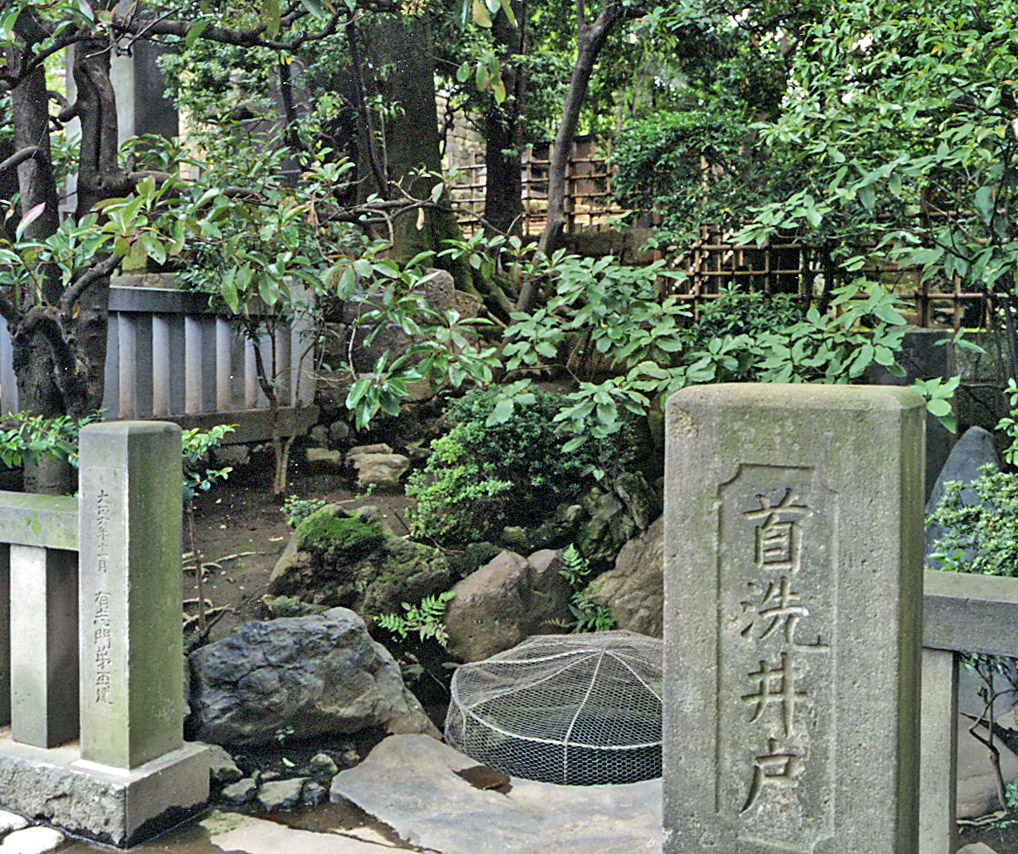
„Studnia do obmycia głowy”
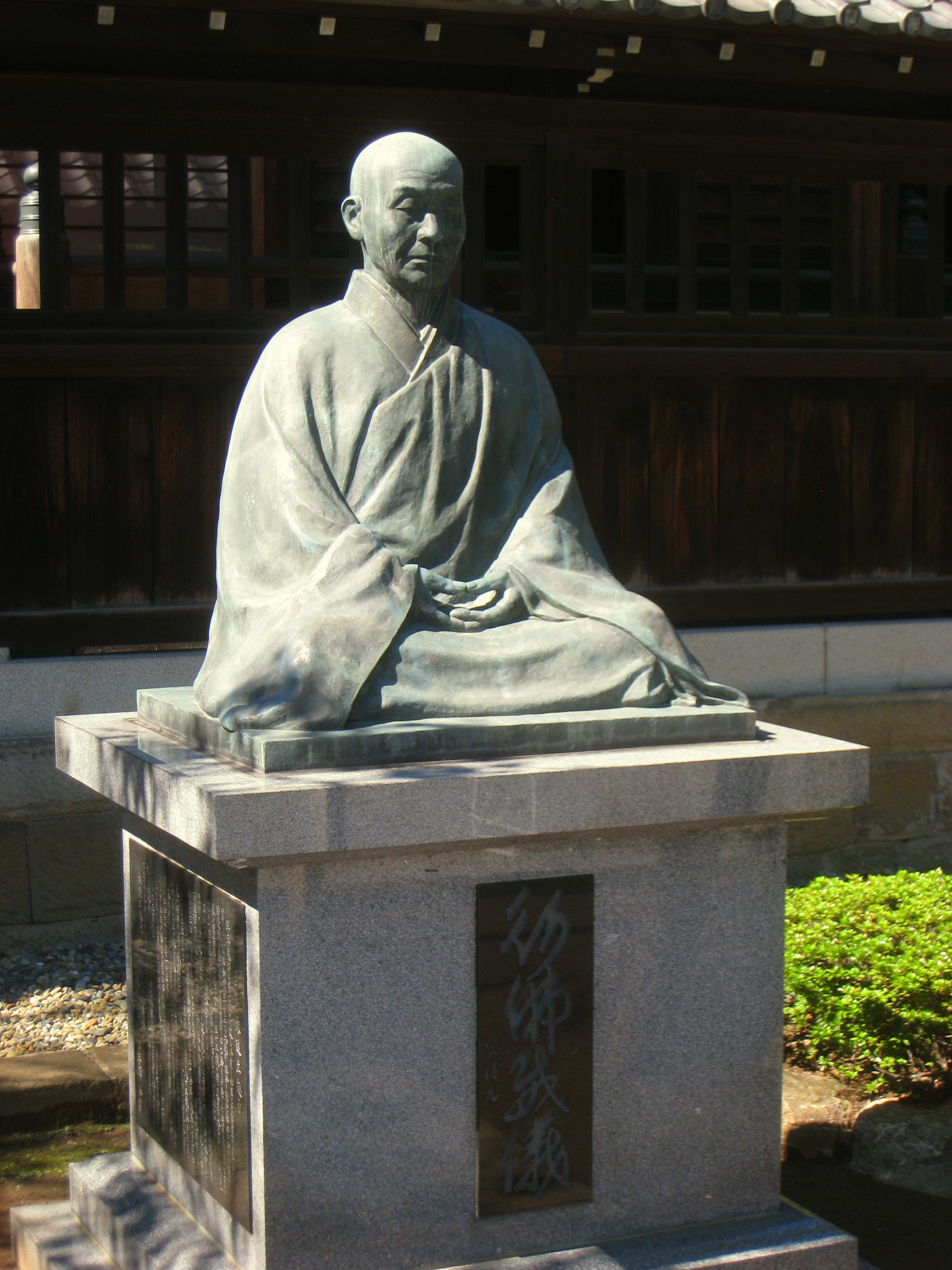
Posąg mistrza Kōdō Sawaki
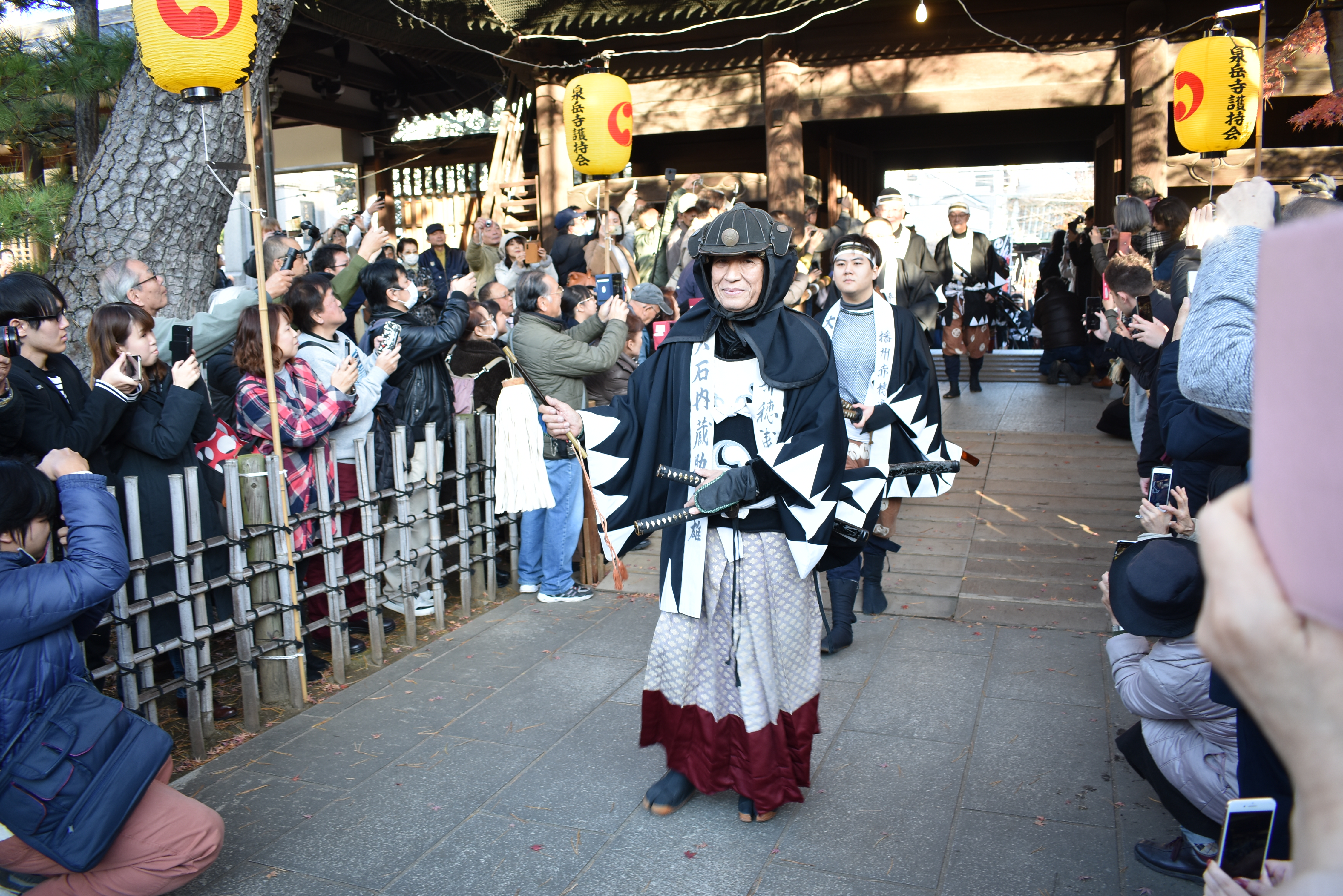
Sengaku-ji Gishi-sai